# (1075) Helina
(1075) Helina es un asteroide perteneciente al cinturón de asteroides descubierto el 29 de septiembre de 1926 por Grigori Nikoláievich Neúimin desde el observatorio de Simeiz en Crimea.
Está nombrado en honor de Heli Grigórievich Neúimin (1910-1982), uno de los hijos del descubridor.
Helina forma parte de la familia asteroidal de Eos.